# Metro v Atlantě

Plán metra v Atlantě

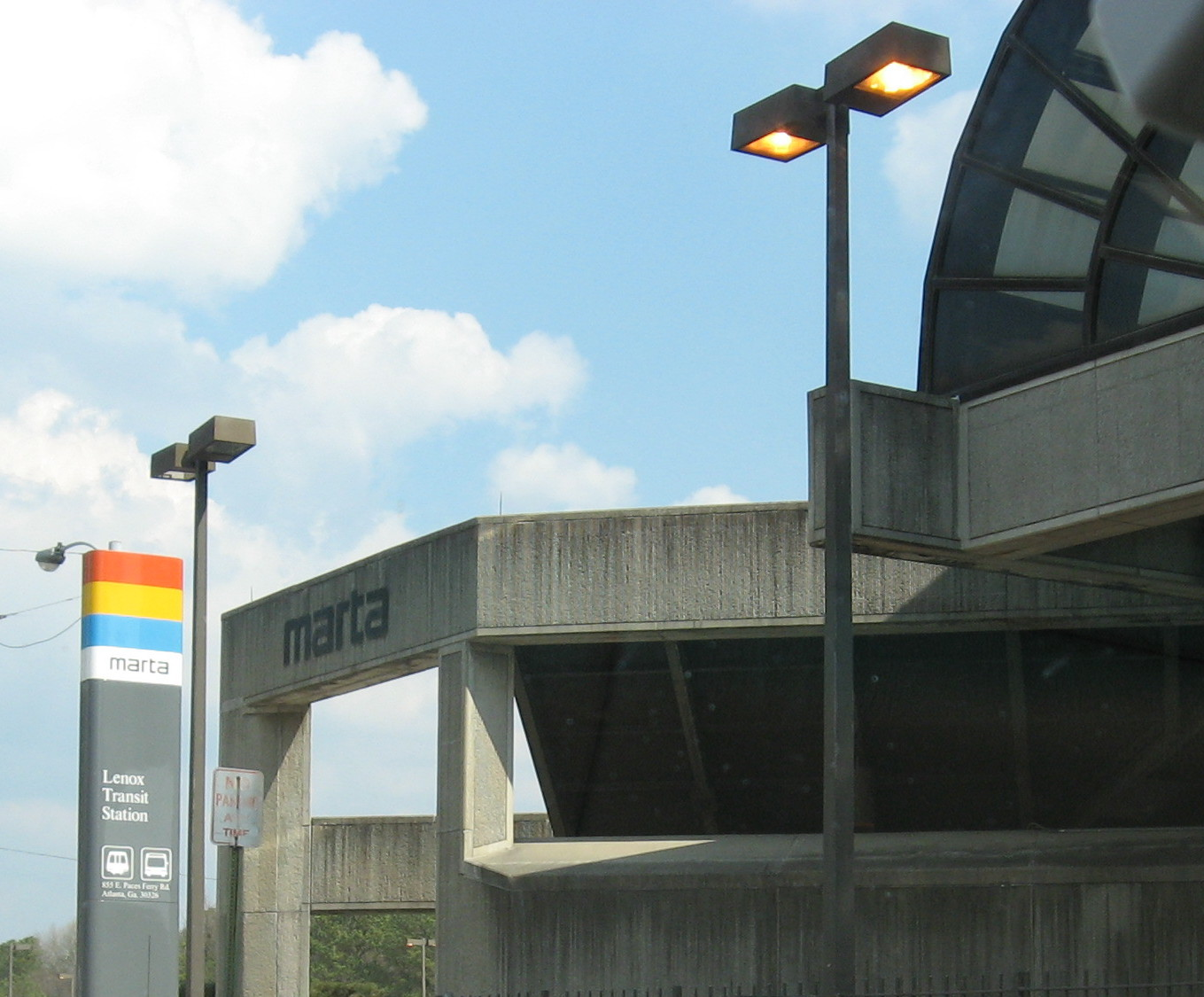
Stanice Lenox

Metro v Atlantě (anglicky: Metropolitan Atlanta Rapid Transit Authority, zkratka MARTA) je systém metra obsluhující město Atlanta v USA (stát Georgie). Bylo otevřeno 30. června 1979, má 4 linky (které jsou ale na mnoha úsecích souběžné), má 38 stanic a jeho celková délka je 77 kilometrů. Pod systém MARTA se též řadí mnoho linek autobusů, které v Atlantě jezdí.

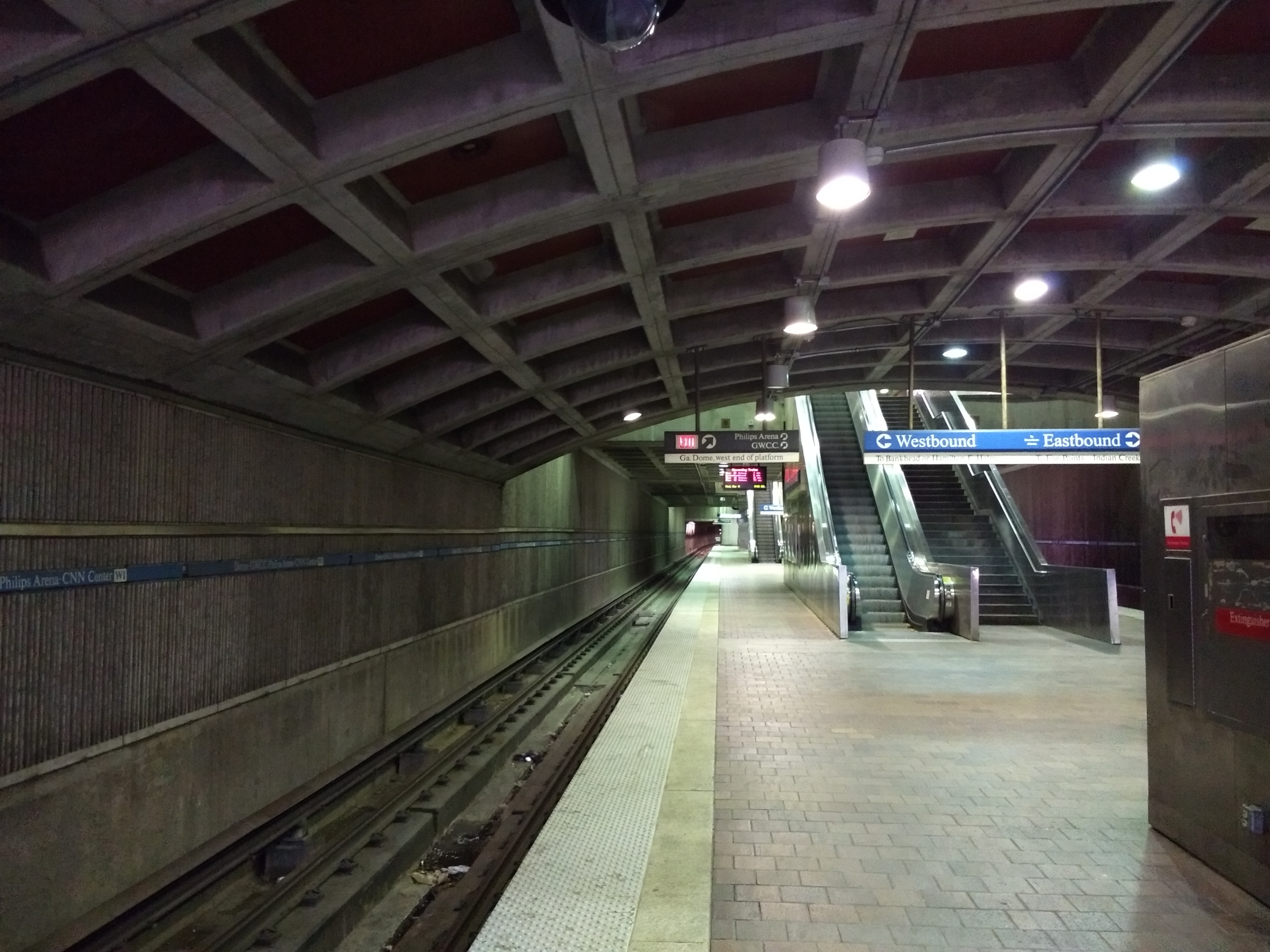
Stanice Dome/GWCC/Philips Arena/CNN Center

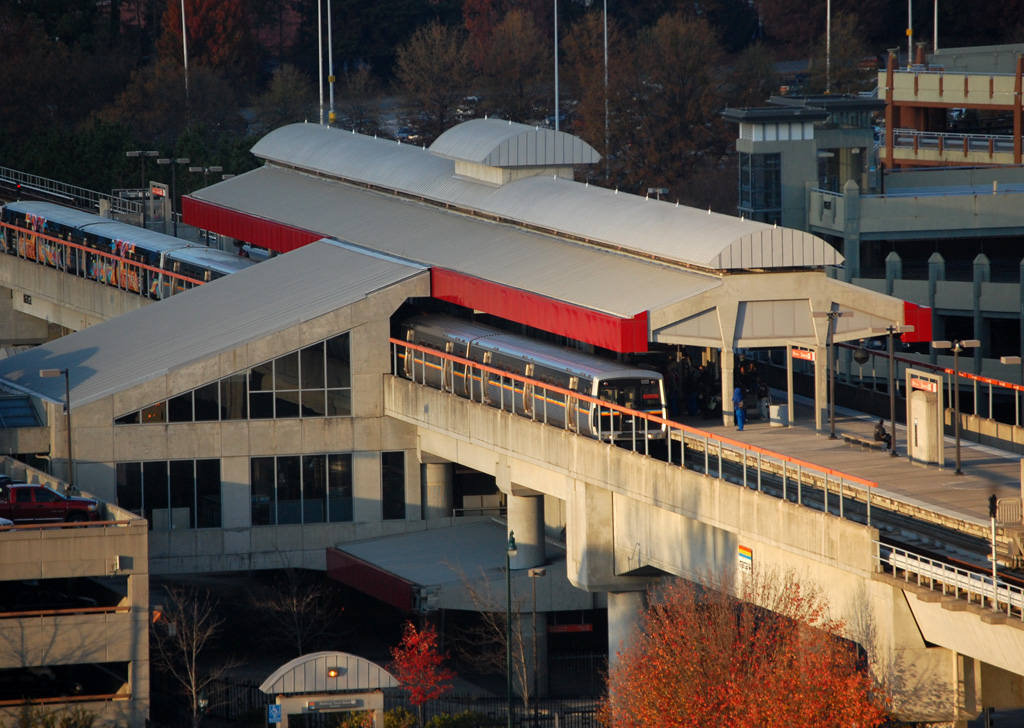
Stanice Dunwoody

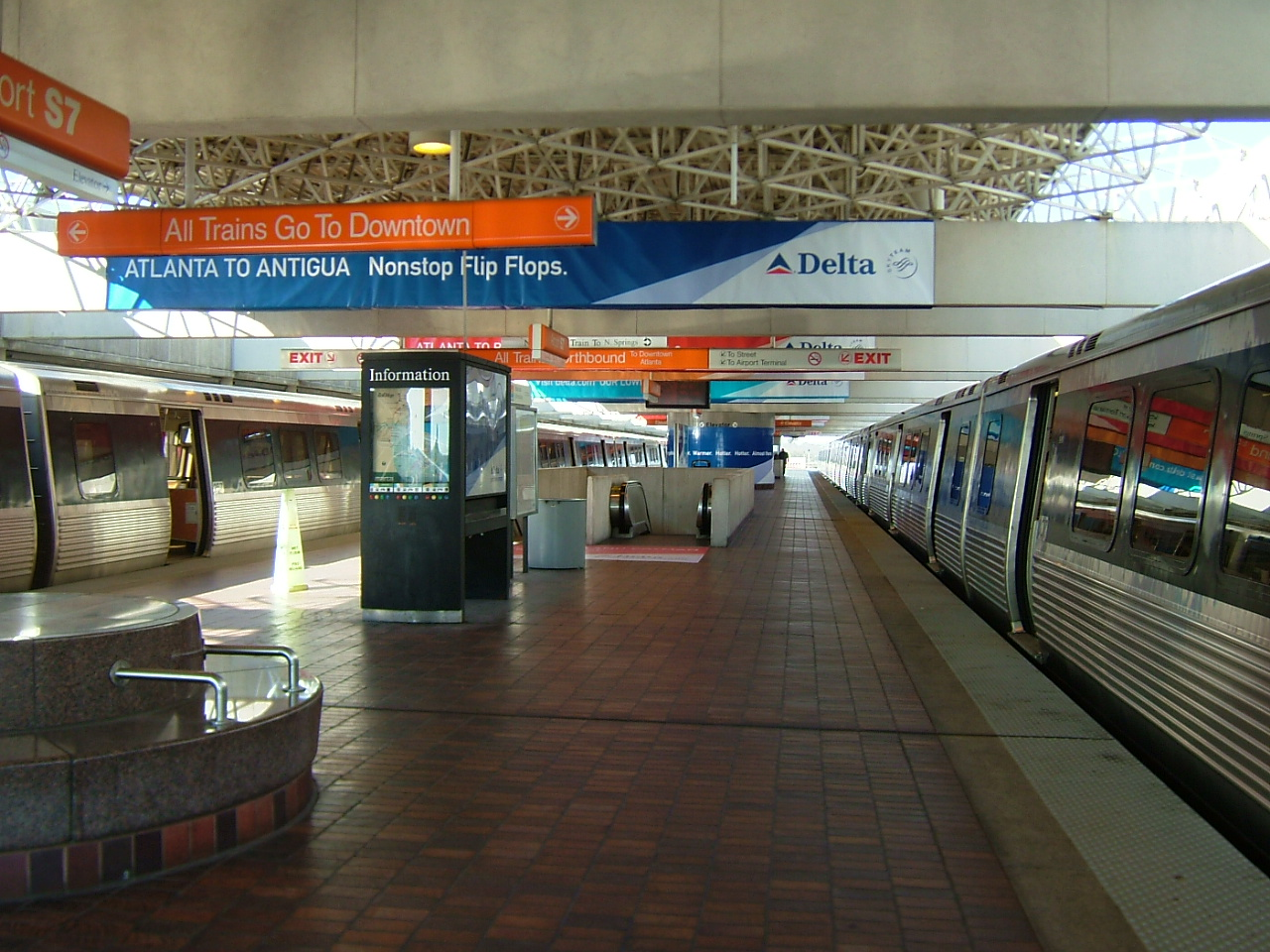
Stanice Airport

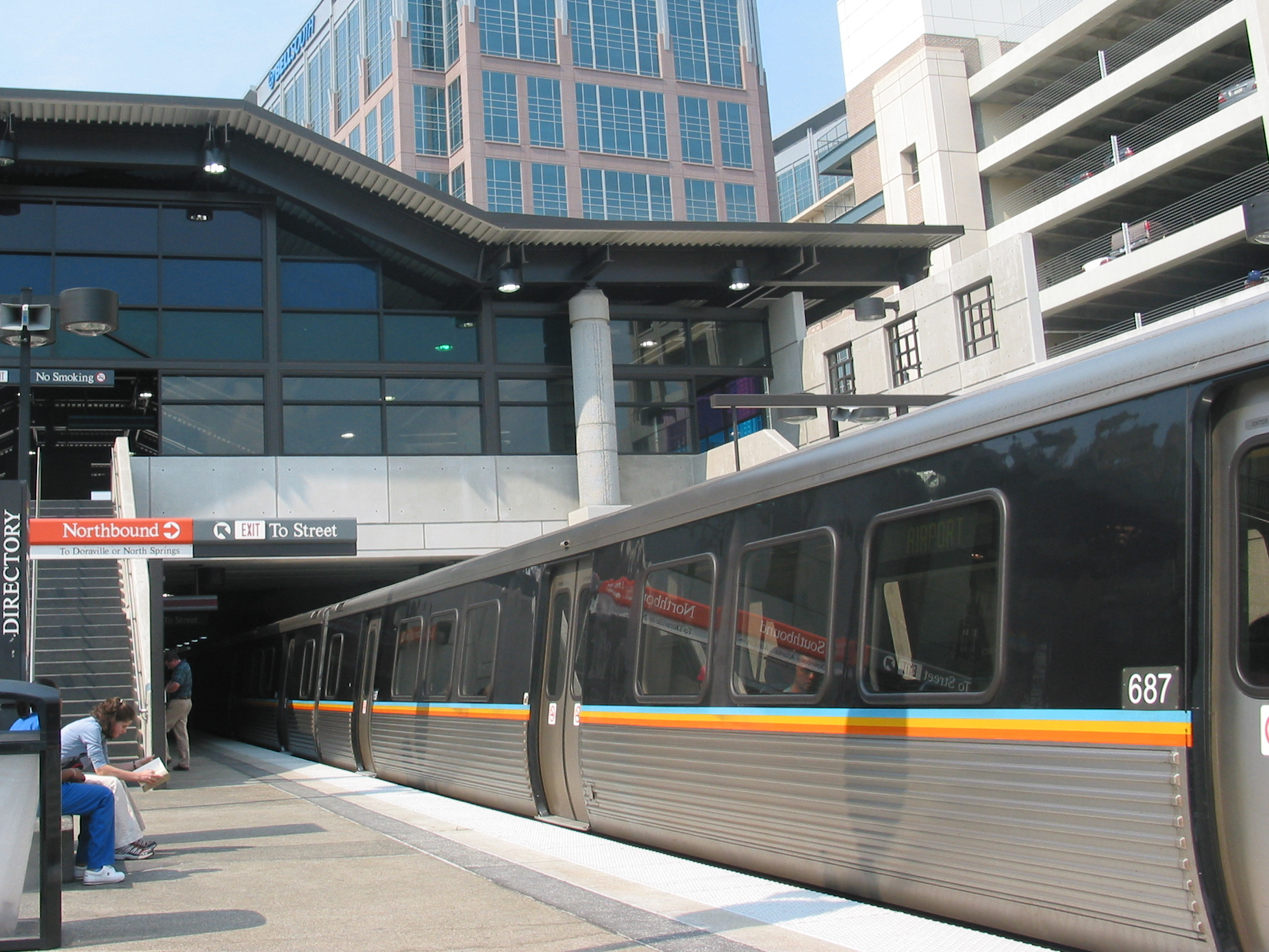
Stanice Lindbergh Center

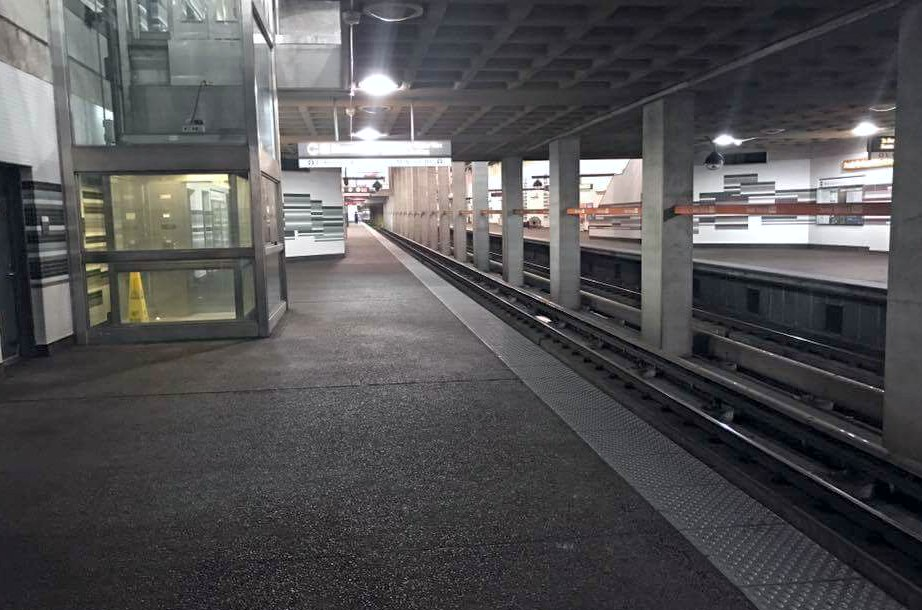
Stanice Sandy Srings

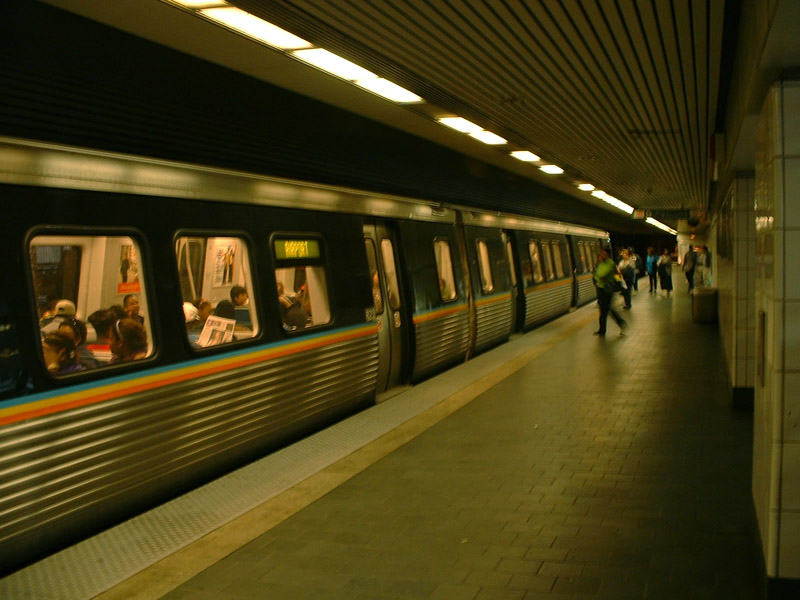
Stanice Civic Center

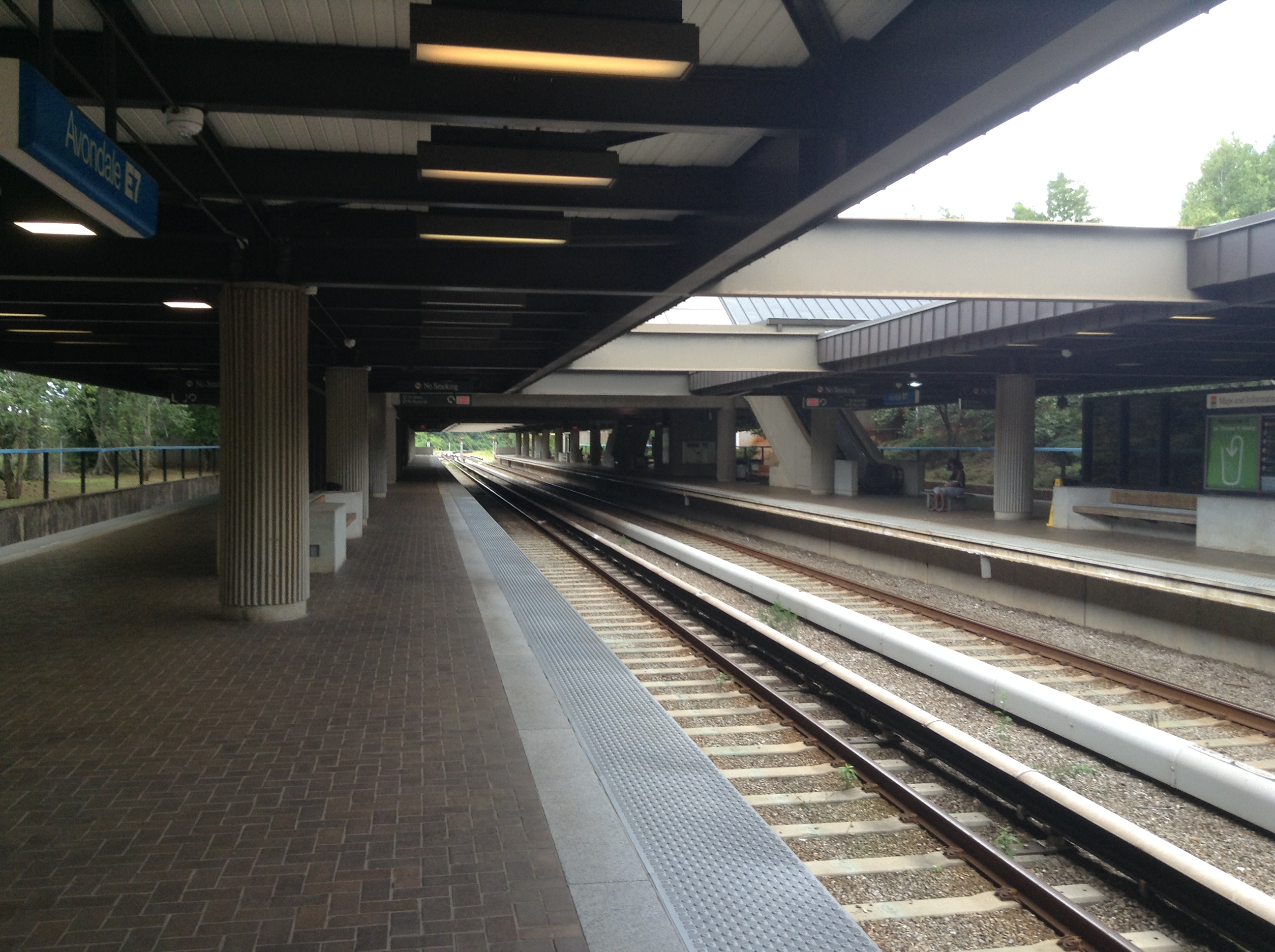
Stanice Avondale

## Linky metra v Atlantě
| Barva     | Otevření | Počet stanic |
| --------- | -------- | ------------ |
| █ Zlatá   | 1991     | 18           |
| █ Červená | 1991     | 19           |
| █ Modrá   | 1979     | 15           |
| █ Zelená  | 1992     | 9            |

### Zlatá linka
Zlatá linka má 18 stanic. Stanice zlaté linky:
- Airport
- College Park
- East Point
- Lakewood/Ft.McPherson
- Oakland City
- West End
- Garnett
- Five Points
- Peachtree Center
- Civic Center
- North Avenue
- Midtown
- Arts Center
- Lindbergh Center
- Lenox
- Brookhaven/Oglethorpe
- Chamblee
- Doraville

### Červená linka
Červená linka má 19 stanic. Stanice červené linky:
- Airport
- College Park
- East Point
- Lakewood/Ft.McPherson
- Oakland City
- West End
- Garnett
- Five Points
- Peachtree Center
- Civic Center
- North Avenue
- Midtown
- Arts Center
- Lindbergh Center
- Buckhead
- Medical Center
- Dunwoody
- Sandy Springs
- North Springs

### Modrá linka
Modrá linka má 15 stanic. Stanice modré linky:
- Indian Creek
- Kensington
- Avondale
- Decatur
- East Lake
- Edgewood/Candler Park
- Inman Park/Reynoldstown
- King Memorial
- Georgia State
- Five Points
- Dome/GWCC/Philips Arena/CNN Center
- Vine City
- Ashby
- West Lake
- Hamiltong E.Holmes

### Zelená linka
Zelená linka má 9 stanic. Stanice zelené linky:
- Edgewood/Candler Park
- Inman Park/Reynoldstown
- King Memorial
- Georgia State
- Five Points
- Dome/GWCC/Philips Arena/CNN Center
- Vine City
- Ashby
- Bankhead